# سیمون کلمن
سیمون کلمن (انگلیسی: Simon Coleman؛ زادهٔ ۱۳ ژوئن ۱۹۶۸) بازیکن فوتبال اهل بریتانیا است.
از باشگاه‌هایی که در آن بازی کرده‌است می‌توان به باشگاه فوتبال شفیلد ونزدی، باشگاه فوتبال دربی کانتی، باشگاه فوتبال منزفیلد تاون، باشگاه فوتبال بولتون واندررز، باشگاه فوتبال ساوتند یونایتد، باشگاه فوتبال ولورهمپتون واندررز، باشگاه فوتبال روچدیل، و باشگاه فوتبال میدلزبرو اشاره کرد.